# Palacio del Marqués de la Encomienda

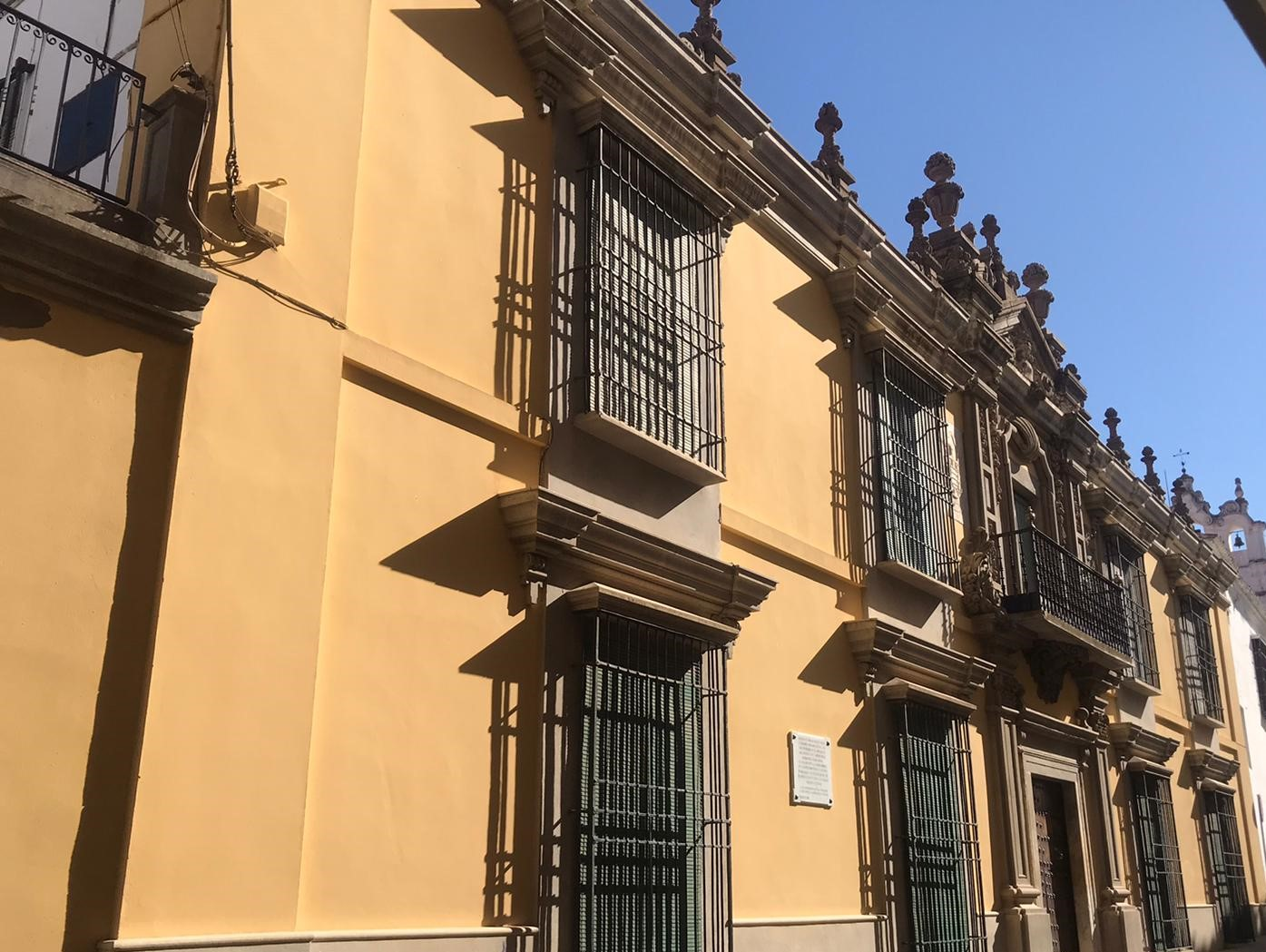
Vista lateral del Palacio

El Palacio del Marqués de la Encomienda (Almendralejo, Provincia de Badajoz, España) es un edificio de noble porte y grandes proporciones, situado en el centro de Almendralejo, ocupando lugar preferente de su casco histórico. La proximidad de la plaza de San Antonio, situada aneja al convento, cuya remodelación inminente habrá de convertirla en uno de los focos urbanísticos y sociológicos más destacados de la unidad, y la calle Real y demás ámbitos de su centro tradicional hacen del palacio del Marqués de la Encomienda hito fundamental de la población en cuanto a su articulación morfológica, y en lo que concierne a la determinación de sus señas de identidad más genuinas. 

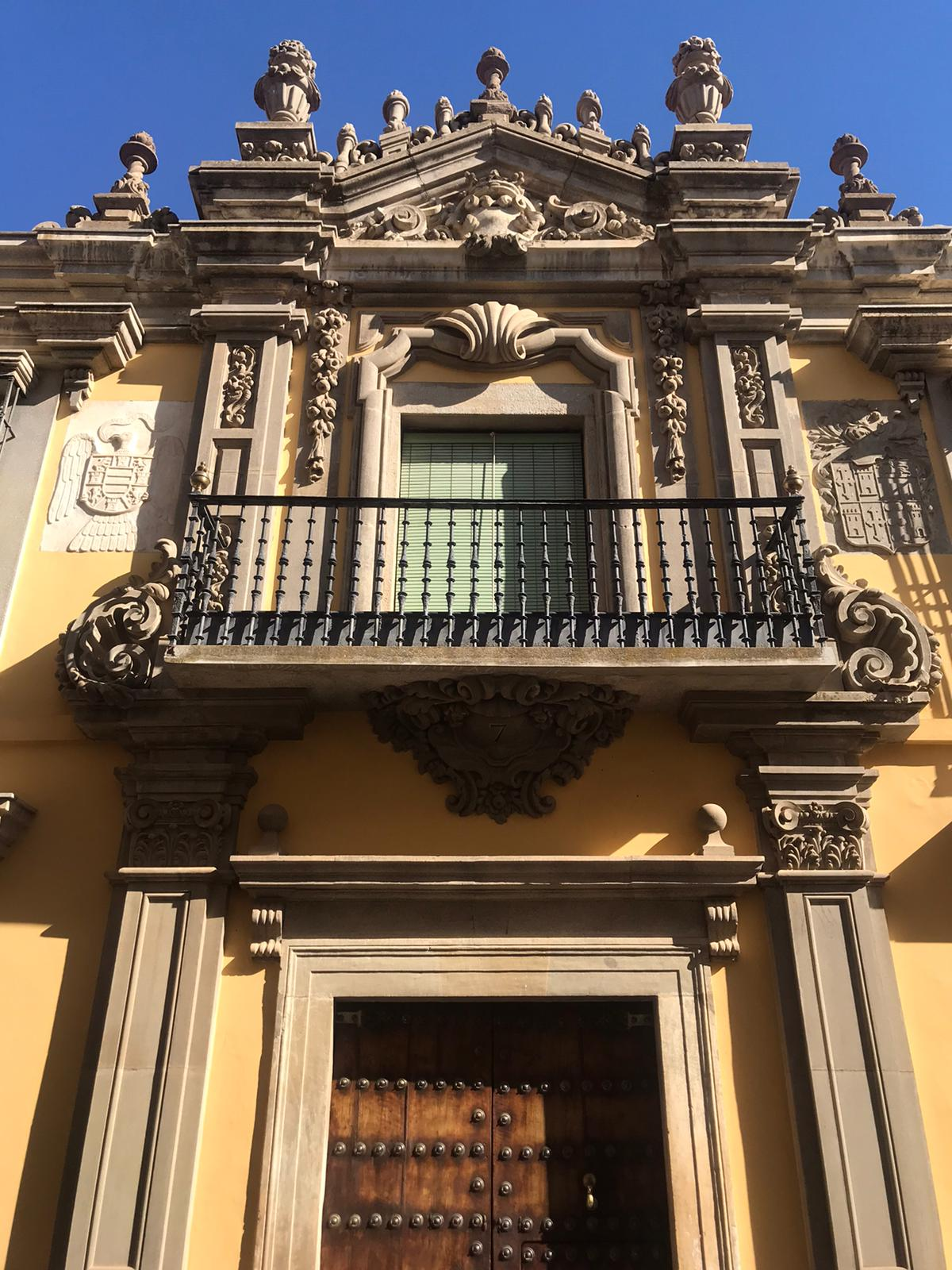
Vista frontal del Palacio

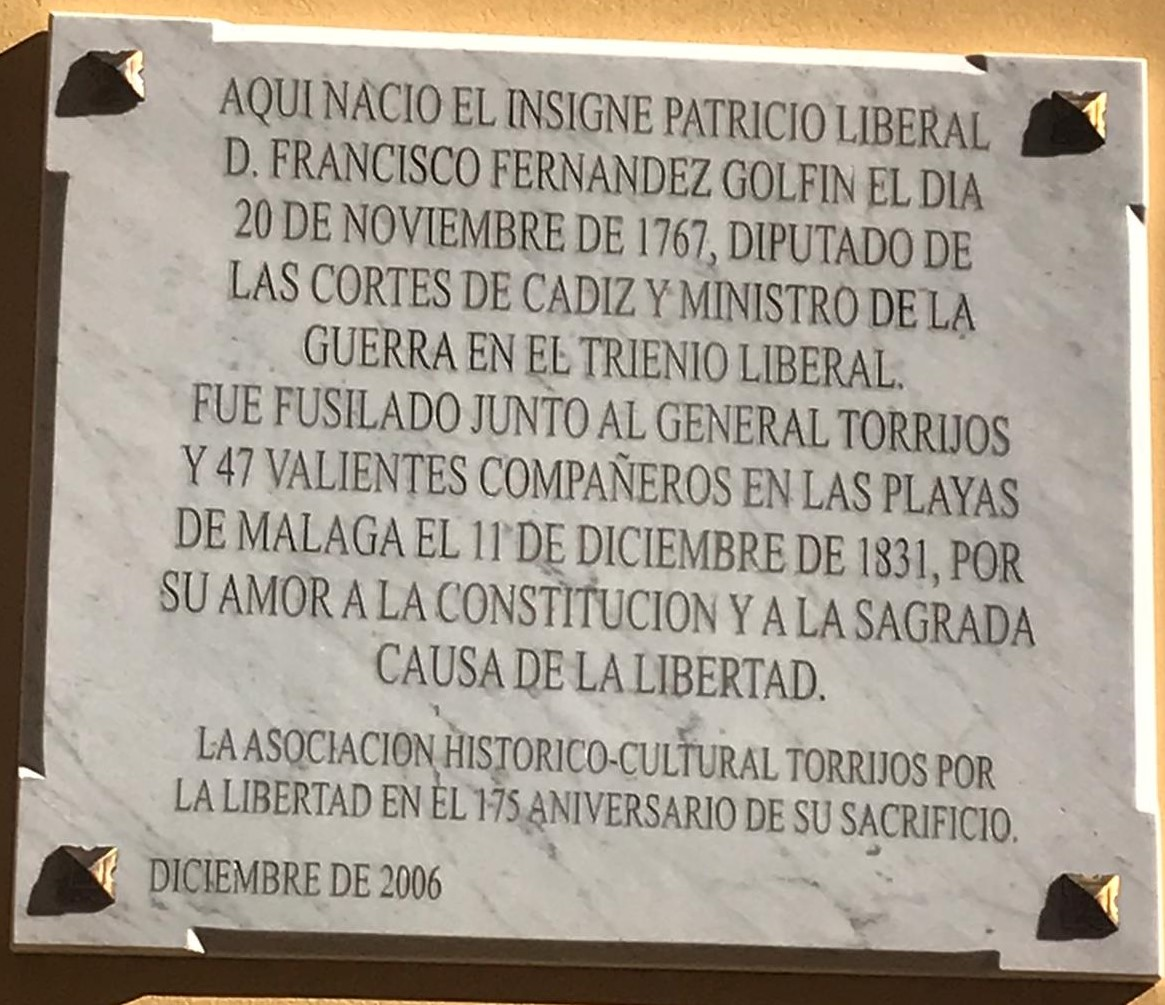
Placa en honor a Francisco Fernández Golfín, diputado en las Cortes de Cádiz

## Descripción
Constructivamente, el palacio se trata de un edificio de dos plantas organizadas de acuerdo con el modelo característico de las residencias nobiliarias del siglo XVII, en torno a un patio de claustro central de hermosa factura. Sus proporciones lo hacen el mayor en edificios de su especie, de cuantos existen en Extremadura. La galería baja consta de tres amplios arcos de medio punto por lado, sobre columnas toscanas de granito, con cubierta plana de artesonado y vistosa azulejería sevillana configurando el zócalo y los recercos de los vanos. La adecuada solería de tradición castellana, el mobiliario de estilo de gran valor que se despliega en el mismo, y la variada vegetación que luce en el centro, en torno al pozo tradicional, hacen de este claustro un conjunto verdaderamente atractivo, además de un altamente representativo de las realizaciones de su especie. 
La galería alta se configura como una «loggia» cerrada con sus arcos de medio punto de menores proporciones que los bajos, también sobre las columnas graníticas, cerradas con vidrieras emplomadas de acusado valor. La cubierta, solería y azulejos del zócalo, así como el amueblamiento, repiten los esquemas de calidad ambiental y estilística que caracterizan la gloria baja. Un atractivo tejado de piezas vidriadas resuelve la cubierta y forma un interesante cornisamento entre las dos alturas. 
La comunicación entre las galerías baja y alta se resuelve a través de una escalera de gran porte a doble tramo, toda placada de azulejería, cuyo remanso central preside el vistoso escudo heráldico de la familia titular de la mansión, realizado en estuco. Desde el exterior el acceso al palacio se realiza mediante un doble zaguán de transición con bóvedas de arista y puerta de rejería de forja al gusto andaluz, de artística labra, destacando el conjunto de la fachada principal, de hermosa arquitectura, en la que sobresale, por su rica configuración formal, la portada que enfatiza el vano de entrada y el balcón que se sitúa encima, a cuyos costados lucen los emblemas heráldicos de la familia Fernández Daza. Coronando el conjunto se despliega un remate en tímpano con pináculos y cresterías. Del mismo estilo resulta la acusada cornisa que recorre todo el muro y los enmarques de los restantes vanos, los cuales se cierran con buenas rejerías de forja y guardapolvos de teja vidriada componiendo un conjunto de sobria y equilibrada armonía arquitectónica según la traza barroca. 
En torno al claustro central se despliegan las dependencias vivideras del palacio, todas de amplias proporciones, correspondientes a diferentes estilos, entre los que predominan el Clásico Español y el Romántico. Piezas de valor singular son los numerosos bargueños de gran estilo que componen la colección de la casa, artesonados de interés, platos de Talavera, cobres, excelentes pinturas históricas y otros componentes, completan el repertorio de los motivos que confieren al interior del palacio su acusado valor ambiental como testimonio histórico de las mansiones hidalgas del pasado. Especial mención merece el salón principal, de sobrio estilo Clasista; la capilla y la biblioteca; entre cuyos anaqueles se custodia una de las colecciones bibliográficas de mayor interés de la región. 
Aneja a la zona noble, se abre hacia los corrales el área de los servicios, de los que se conservan las características más representativas de la arquitectura y usos tradicionales de Extremadura. Componente de interés particular es la chimenea de gran cuerpo cubierta de esgrafiados, que preside este patio interior. 
Prueba de los acertados criterios llevados a lo largo del tiempo para adecuar el edificio viejo a las exigencias de cada época es la escalera de caracol y galería dispuestas al siglo pasado en el patio posterior para comunicar por esta parte las zonas baja y alta del edificio. 
Una tercera zona bien diferenciada de las dos interiores queda definida por el patio, llamado «De Naranjos», que se abre sobre el costado izquierdo del edificio, originando una zona recoleta y grata, de acusado sabor ambiental. 
Diversas partes de los paramentos exteriores conservan restos de los antiguos esgrafiados que las decoraban, de acuerdo con los usos propios de la época. Sobre el cuerpo constructivo principal, resuelto con mampostería de piedra y cal, se advierte la adición de otros componentes dispuestos posteriormente por las zonas lateral y trasera, hasta ultimar el conjunto actual. 
El edificio ha sido sometido a sucesivas remodelaciones de orden secundario en épocas posteriores al siglo XVII, siendo importantes, sobre todo, las actuaciones de intención decorativa efectuadas durante los siglos XIX y XX, sin afectar al cuerpo y disposición principales del edificio.